# Saint-Paul-lès-Durance
Saint-Paul-lès-Durance is een gemeente in het Franse departement Bouches-du-Rhône (regio Provence-Alpes-Côte d'Azur). De plaats maakt deel uit van het arrondissement Aix-en-Provence. Saint-Paul-lès-Durance telde op 1 januari 2022 886 inwoners.
Tot de gemeente behoort ook het gehucht Cadarache alwaar een onderzoekscentrum voor kernenergie is gevestigd, waar o.a. de kernfusiereactor ITER in aanbouw is.

## Geografie
De gemeente ligt aan de Durance, net voorbij de samenvloeiing met de Verdon.
De oppervlakte van Saint-Paul-lès-Durance bedroeg op 1 januari 2022 45,81 vierkante kilometer; de bevolkingsdichtheid was toen 19,3 inwoners per km².
De onderstaande kaart toont de ligging van Saint-Paul-lès-Durance met de belangrijkste infrastructuur en aangrenzende gemeenten.

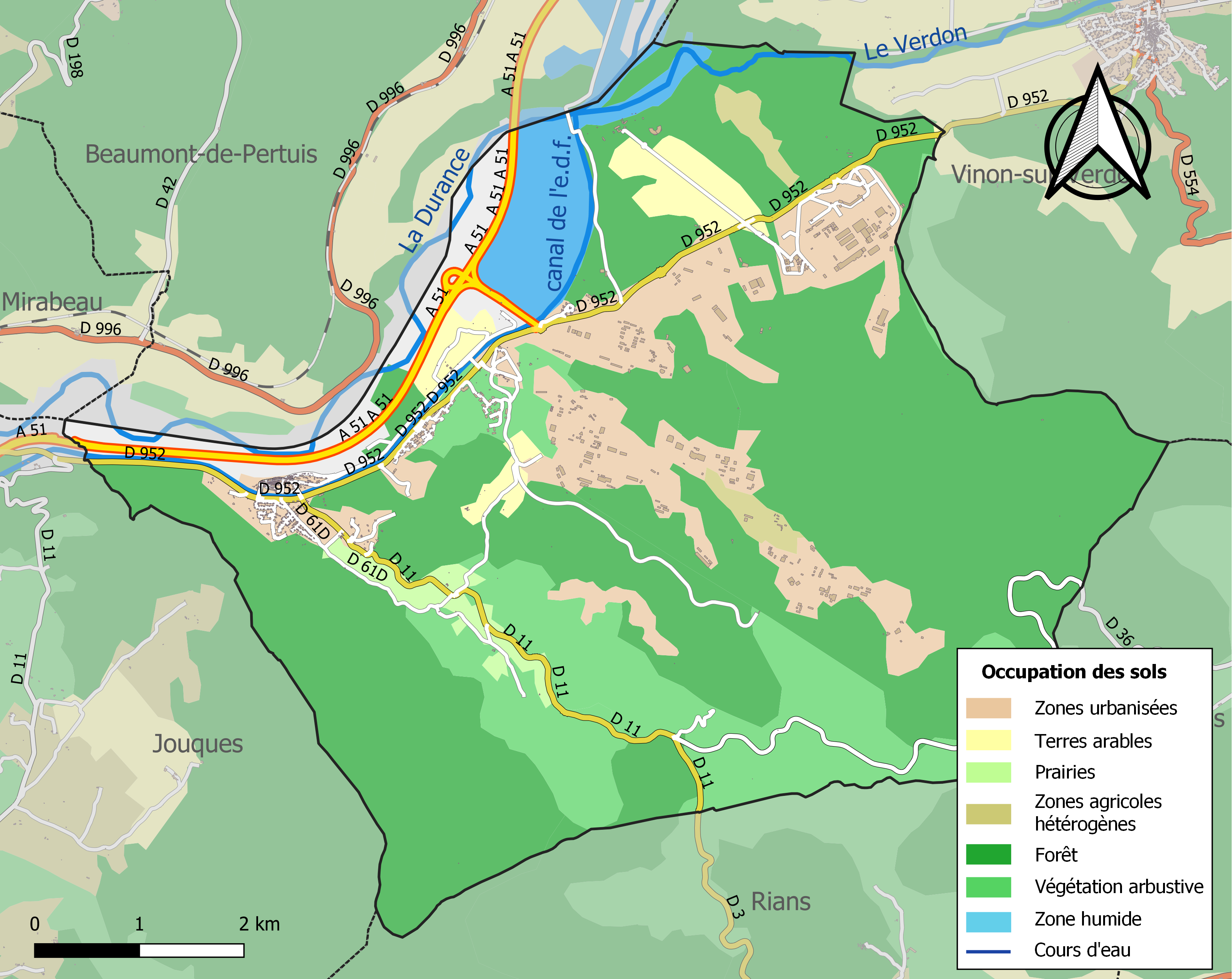

## Demografie
Onderstaande figuur toont het verloop van het inwonertal (bron: INSEE-tellingen).
Vanwege een beveiligingsprobleem met de MediaWiki Graph-software is het momenteel niet mogelijk deze grafiek weer te geven. Zodra de software is bijgewerkt zal de grafiek vanzelf weer zichtbaar worden.